# Daniel James (cầu thủ bóng đá)
Daniel Owen James (sinh ngày 10 tháng 11 năm 1997) là một cầu thủ bóng đá chuyên nghiệp người xứ Wales hiện đang thi đấu cho câu lạc bộ Leeds United và đội tuyển bóng đá quốc gia Wales ở vị trí tiền vệ cánh.
James có trận đấu chuyên nghiệp đầu tiên trong màu áo Swansea City vào tháng 2 năm 2018 và chuyển sang Manchester United vào tháng 6 năm 2019. Anh có trận ra mắt đội tuyển xứ Wales vào tháng 11 năm 2018, trước đó đã đại diện cho quốc gia ở các cấp độ trẻ khác nhau và là thành viên của đội thi đấu tại UEFA Euro 2020.

## Thời thơ ấu
James được sinh ra ở Kingston upon Hull, East Riding of Yorkshire và học tại trường South Hunsley.

## Sự nghiệp cấp câu lạc bộ

### Swansea City
Là cầu thủ triển vọng được đánh giá cao của phía học viện Hull City, James gia nhập Swansea City vào năm 2014 với mức phí 72.000 bảng, ngay lập tức anh trở thành một phần quan trọng của đội bóng học viện U-18. Đến mùa giải 2016-17, James là một cầu thủ không thể thiếu của đội U-23 Swansea, đội vừa được thăng hạng lên giải trẻ chuyên nghiệp (Professional Development League - PDL Division 1), vô địch giải đấu với cách biệt 11 điểm với đội xếp thứ 2. Ngoài ra, James đã góp phần giúp đội bóng giành cúp Premier League International Cup (Cúp bóng đá quốc tế Ngoại hạng Anh là giải Hiệp hội bóng đá Anh tổ chức các cầu thủ ở độ tuổi U23) và tứ kết English Football League - EFL Cup.
Sau màn thể hiện ấn tượng trong đội hình trẻ, James đã được đưa vào đội hình 1 vào tháng 1 năm 2016 trong trận thua tại Cup FA trước Oxford United. Mặc dù không xuất hiện trên băng ghế dự bị, nhưng sự tiến bộ của James vẫn đủ để được CLB đề nghị hợp đồng 3 năm. Anh được điền tên vào băng ghế dự bị vào tháng 10 năm 2016 trong trận đấu ở Premier League với Stoke City.
Ngày 30 tháng 6 năm 2017, James đã ký hợp đồng với câu lạc bộ Shrewsbury Town tại giải League One theo dạng cho mượn cho đến cuối mùa giải. Hợp đồng cho mượn này đã được đồng thuận chấm dứt vào ngày 31 tháng 8 năm 2017, khi anh không thể chen chân vào đội hình chính  James chỉ được đưa vào ghế dự bị 1 lần trong trận đấu đầu tiên tại EFL Cup gặp Nottingham Forest, nhưng không được vào sân thay người.
Ngày 6 tháng 2 năm 2018, anh có trận ra mắt đội một tại Swansea, ra sân thay người từ ghế dự bị, và ghi bàn ở phút thứ 82 trong chiến thắng 8-1 tại FA Cup trước Notts County. Anh đã ra mắt tại giải hạng nhất cho Swansea vào ngày 17 tháng 8 năm 2018 trong trận hòa 0-0 với Birmingham City. Anh ghi bàn thắng đầu tiên cho câu lạc bộ tại giải hạng nhất vào ngày 24 tháng 11 năm 2018 trong trận thua sân nhà 4-1 trước Norwich City. Tháng 12 năm 2018, James đã chiếm được một vị trí thường xuyên trong đội hình và là một trong những cầu thủ nổi bật của Swansea, HLV Graham Potter tiết lộ rằng câu lạc bộ đang tìm cách mở các cuộc đàm phán hợp đồng mới với James. Mặc dù đã thảo luận về việc chuyển đến Leeds United trong kỳ chuyển nhượng tháng 1 năm 2019, James vẫn có tên trong đội hình xuất phát của Swansea City vào ngày 29 tháng 1, trong đó James ghi bàn thắng thứ hai của mình trong mùa giải, trận đấu có kết quả hòa 3-3.
Ngày 31 tháng 1 năm 2019, theo mong muốn của James được rời Swansea để gia nhập Leeds United, 10 triệu bảng phí chuyển nhượng đã được thỏa thuận giữa hai câu lạc bộ, James đã đồng ý các điều khoản cá nhân và hoàn thành thủ tục kiểm tra y tế tại Leeds, James đã có mặt ở sân Elland Road để tiến hành các cuộc phỏng vấn và chụp ảnh, họp báo trước khi thỏa thuận được hoàn thành. Tuy nhiên, sau đó phát sinh bất đồng giữa chủ tịch của Swansea và chủ tịch của Leeds, một giờ trước thời hạn kết thúc chuyển nhượng lúc 23h00, James đã rời khỏi Elland Road để chờ thỏa thuận được ký kết.
Sau khi thỏa thuận đổ bể, vì chủ tịch của Swansea khi đó là Huw Jenkins đã hủy thỏa thuận, người đại diện của James nói rằng đó là điều 'rất đáng thất vọng' và tuyên bố 'Swansea đã không nhanh chóng tạo điều kiện để anh ra đi'. Vào cuối mùa giải 2018-19, vì thất bại trong việc giành suất lên hạng Premier League, huấn luyện viên trưởng Marcelo Bielsa của Leeds nói rằng ông từ chối đổ lỗi cho câu lạc bộ vì đã bỏ lỡ cơ hội chiêu mộ James, nhưng nói rằng tôi đã không lường hết hậu quả của việc vuột mất James'.

### Manchester United
Ngày 6 tháng 6 năm 2019, James đã hoàn tất buổi kiểm tra y tế với câu lạc bộ đang thi đấu tại Premier League, Manchester United trước khi ký hợp đồng chuyển nhượng với mức phí 15 triệu bảng với các điều khoản bổ sung. Ngày hôm sau, United tuyên bố họ đã đồng ý các điều khoản, "về nguyên tắc", với James. Ngày 12 tháng 6 năm 2019, United chính thức tuyên bố ký hợp đồng 5 năm với James, kèm theo điều khoản tùy chọn gia hạn thêm một năm. Anh ghi bàn thắng đầu tiên cho United trong trận đấu ra mắt Premier League, khi vào sân thay người và ghi bàn thắng ấn định chiến thắng 4-0 trước Chelsea ở vòng mở màn. Anh tiếp tục ghi bàn trong trận thua 2-1 của United trước Crystal Palace tại vòng 3. Trong trận thứ 4 ra sân cho United, James ghi bàn thắng thứ 3 cho câu lạc bộ trong trận hòa 1-1 với Southampton, bàn thắng này sau đó được bầu chọn là bàn thắng đẹp nhất tháng do người hâm mộ United bình chọn. James cũng được bầu làm cầu thủ xuất sắc nhất tháng 8 của United. Tháng 3 năm 2020, Daniel James kết thúc chuỗi ngày "tịt ngòi" kéo dài 7 tháng bằng bàn thắng trong chiến thắng 5-0 trước LASK, trận đấu cuối cùng của United trước khi bóng đá tạm nghỉ do ảnh hưởng của đại dịch COVID 19. Bất chấp việc "tịt ngòi", James vẫn là cầu thủ có nhiều đường kiến tạo nhất câu lạc bộ tại thời điểm bóng đá tạm nghỉ.
Leeds United
Ngày 30 tháng 8 năm 2021, Leeds United đạt thỏa thuận với Manchester United về James với mức giá 28 triệu bảng Anh . Ngày 31 tháng 8 James sẽ có buổi kiểm tra y tế và ký hợp đồng với Leeds. Anh ấy ghi bàn thắng đầu tiên ở Premier League cho Leeds vào ngày 21 tháng 11 năm 2021, trong trận thua 2-1 trước Tottenham Hotspur
Vào ngày 11 tháng 5 năm 2022,trong trận thua 3-0 của Leeds trước Chelsea,James bị đuổi khỏi sân sau một pha phạm lỗi ác ý với Mateo Kovačić

### Fulham (cho mượn)
Vào ngày 1 tháng 9 năm 2022,Daniel James gia nhập câu lạc bộ Fulham theo dạng cho mượn đến cuối mùa giải 2022-2023

## Sự nghiệp quốc tế
Sinh ra ở Yorkshire, Anh, James đủ điều kiện chơi cho Wales vì cha mình, Kavan, sinh ra ở Bologare. James đã ghi bàn tại giải đấu Toulon khi chơi cho U-20 Wales trong chiến thắng 1-0 trước U-20 Bahrain sau khi anh ghi được bàn thắng từ chấm penalty ở những phút cuối 
James đã được HLV Chris Coleman triệu tập lần đầu tiên cho trận đấu vòng loại FIFA World Cup 2018 với Serbia vào năm 2017  và sau đó có trận ra mắt cho ĐTQG Wales dưới thời Ryan Giggs trong trận đấu với Albania vào tháng 11 năm 2018, chơi 58 phút đầu trận đấu. James đã ghi bàn thắng đầu tiên cho Wales chỉ trong trận thứ hai của mình, bằng bàn thắng duy nhất trong những phút đầu trận của trận đấu với Slovakia.

## Phong cách chơi bóng
James có thể chơi như một cầu thủ chạy cánh, tiền vệ tấn công. Anh nổi bật với tốc độ và kỹ năng qua người.

## Thống kê sự nghiệp

### Câu lạc bộ
Tính đến ngày 26 tháng 5 năm 2021
| Câu lạc bộ             | Mùa giải       | Giải vô địch quốc gia | Giải vô địch quốc gia | Giải vô địch quốc gia | Cúp FA  | Cúp FA | Cúp EFL | Cúp EFL | Châu Âu | Châu Âu | Khác    | Khác   | Tổng cộng | Tổng cộng |
| Câu lạc bộ             | Mùa giải       | Hạng đấu              | Số trận               | Số bàn                | Số trận | Số bàn | Số trận | Số bàn  | Số trận | Số bàn  | Số trận | Số bàn | Số trận   | Số bàn    |
| ---------------------- | -------------- | --------------------- | --------------------- | --------------------- | ------- | ------ | ------- | ------- | ------- | ------- | ------- | ------ | --------- | --------- |
| U-23 Swansea City      | 2016–17        | —                     | —                     | —                     | —       | —      | —       | —       | —       | —       | 3       | 1      | 3         | 1         |
| U-23 Swansea City      | 2017–18        | —                     | —                     | —                     | —       | —      | —       | —       | —       | —       | 1       | 0      | 1         | 0         |
| U-23 Swansea City      | Tổng cộng      | Tổng cộng             | —                     | —                     | —       | —      | —       | —       | —       | —       | 4       | 1      | 4         | 1         |
| Swansea City           | 2017–18        | Premier League        | 0                     | 0                     | 1       | 1      | —       | —       | —       | —       | —       | —      | 1         | 1         |
| Swansea City           | 2018–19        | Championship          | 33                    | 4                     | 4       | 1      | 1       | 0       | —       | —       | —       | —      | 38        | 5         |
| Swansea City           | Tổng cộng      | Tổng cộng             | 33                    | 4                     | 5       | 2      | 1       | 0       | —       | —       | —       | —      | 39        | 6         |
| Shrewsbury Town (mượn) | 2017–18        | League One            | 0                     | 0                     | 0       | 0      | 0       | 0       | —       | —       | 0       | 0      | 0         | 0         |
| Manchester United      | 2019–20        | Premier League        | 33                    | 3                     | 3       | 0      | 4       | 0       | 6       | 1       | —       | —      | 46        | 4         |
| Manchester United      | 2020–21        | Premier League        | 15                    | 3                     | 1       | 0      | 1       | 0       | 9       | 2       | —       | —      | 26        | 5         |
| Manchester United      | 2021–22        | Premier League        | 2                     | 0                     | —       | —      | —       | —       | —       | —       | —       | —      | 2         | 0         |
| Manchester United      | Tổng cộng      | Tổng cộng             | 50                    | 6                     | 4       | 0      | 5       | 0       | 15      | 3       | —       | —      | 74        | 9         |
| Leeds United           | 2021–22        | Premier League        | 2                     | 0                     | 0       | 0      | 0       | 0       | —       | —       | —       | —      | 2         | 0         |
| Tổng sự nghiệp         | Tổng sự nghiệp | Tổng sự nghiệp        | 85                    | 10                    | 9       | 2      | 6       | 0       | 15      | 3       | 4       | 1      | 119       | 16        |

1. 1 2  Số trận ra sân tại EFL Trophy
2. ↑  Số trận ra sân tại UEFA Europa League
3. ↑  Hai trận ra sân và ghi được 1 bàn thắng tại UEFA Champions League, 7 trận và 1 bàn tại UEFA Europa League

### Quốc tế
Tính tới ngày 26 tháng 3 năm 2024
| Đội tuyển quốc gia | Năm       | Số trận | Bàn thắng |
| ------------------ | --------- | ------- | --------- |
| Wales              | 2018      | 1       | 0         |
| Wales              | 2019      | 9       | 2         |
| Wales              | 2020      | 7       | 1         |
| Wales              | 2021      | 13      | 2         |
| Wales              | 2022      | 11      | 0         |
| Wales              | 2023      | 8       | 1         |
| Wales              | 2024      | 2       | 1         |
| Tổng cộng          | Tổng cộng | 51      | 7         |

### Danh sách bàn thắng quốc tế
Bàn thắng của Wales được viết trước.
| # | Ngày                 | Địa điểm                                  | Trận thứ | Đối thủ      | Bàn thắng | Kết quả | Giải đấu                      |
| - | -------------------- | ----------------------------------------- | -------- | ------------ | --------- | ------- | ----------------------------- |
| 1 | 24 tháng 3 năm 2019  | Sân vận động Cardiff City, Cardiff, Wales | 2        | Slovakia     | 1–0       | 1–0     | Vòng loại UEFA Euro 2020      |
| 2 | 24 tháng 3 năm 2019  | Sân vận động Cardiff City, Cardiff, Wales | 6        | Belarus      | 1–0       | 1–0     | Giao hữu                      |
| 3 | 18 tháng 11 năm 2020 | Sân vận động Cardiff City, Cardiff, Wales | 13       | Phần Lan     | 2–0       | 3–1     | UEFA Nations League 2020–21   |
| 4 | 30 tháng 3 năm 2021  | Sân vận động Cardiff City, Cardiff, Wales | 19       | Cộng hòa Séc | 1–0       | 1–0     | Vòng loại FIFA World Cup 2022 |
| 5 | 8 tháng 10 năm 2021  | Sân vận động Sinobo, Prague, Séc          | 27       | Cộng hòa Séc | 2–2       | 2–2     | Vòng loại FIFA World Cup 2022 |
| 6 | 16 tháng 6 năm 2023  | Sân vận động Cardiff City, Cardiff, Wales | 44       | Armenia      | 1–0       | 2–4     | Vòng loại UEFA Euro 2024      |
| 7 | 21 tháng 3 năm 2024  | Sân vận động Cardiff City, Cardiff, Wales | 50       | Estonia      | 4–1       | 4–1     | Vòng loại UEFA Euro 2024      |

## Danh hiệu
U-23 Swansea City
- Premier League 2 Hạng 2: 2016–17
- Premier League Cup: 2016–17

Cá nhân
- Tân binh xuất sắc nhất năm của Swansea City: 2018–19[46]
- Cầu thủ xuất sắc nhất tháng của Manchester United: Tháng 8 năm 2019[47]